# Sojuz MS-12
Sojuz MS-12 – misja statku Sojuz do Międzynarodowej Stacji Kosmicznej, która dostarczyła połowę jej 59. i 60. stałej załogi. Był to 141. lot kapsuły Sojuz.
Start z kazachskiego Bajkonuru nastąpił 14 marca 2019 r., a lądowanie odbyło się 3 października 2019 r.

## Załoga
Załogę stanowili członkowie nieudanej misji statku Sojuz MS-10, plus trzecia astronautka.

### Podstawowa
- Aleksiej Owczinin (3. lot) – dowódca (Rosja, Roskosmos)
- Nick Hague (2. lot) – inżynier pokładowy (USA, NASA)
- Christina Hammock-Koch (1. lot) – inżynier pokładowy (USA, NASA)